# Folgensbourg
Folgensbourg là một xã trong tỉnh Haut-Rhin, thuộc vùng Grand Est của nước Pháp, có dân số là 633 người (thời điểm 1999). Xã nằm về phía tây của Cảng hàng không Basel Mulhouse Freiburg.

## Thông tin nhân khẩu
| 1962 | 1968 | 1975 | 1982 | 1990 | 1999 |
| ---- | ---- | ---- | ---- | ---- | ---- |
| 524  | 532  | 600  | 590  | 581  | 633  |